# Jim Dunlop
Pour les articles homonymes, voir Dunlop (homonymie).

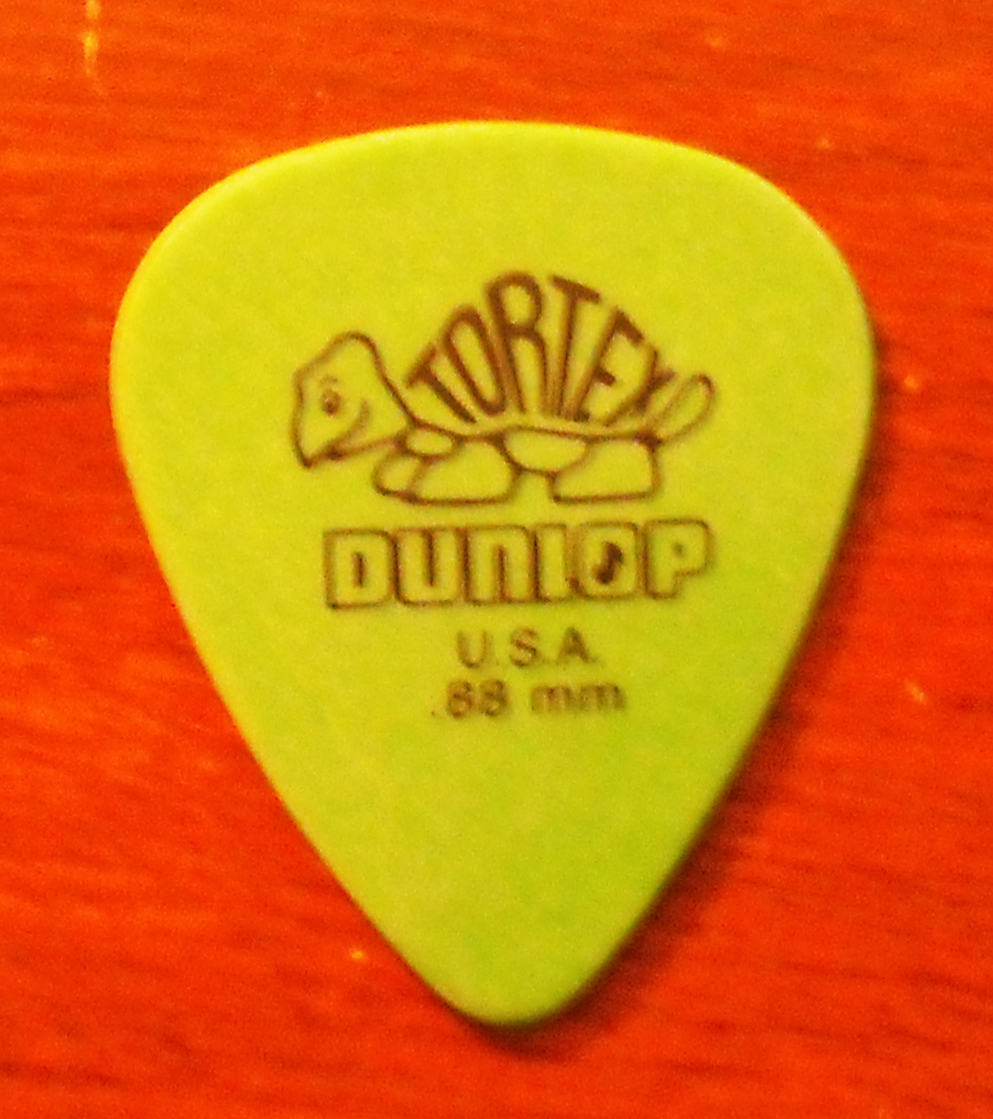
Un médiator tortex de Dunlop.

Jim Dunlop est une entreprise américaine fondée en 1965, produisant des accessoires pour guitare et d'autres instruments à cordes, notamment des plectres (médiators), des sangles, des cordes et des pédales d'effet.

## Produits célèbres de la marque "Jim Dunlop"
- Cry Baby (Pédale de Wah-wah)[1]
- Fuzz Face (Pédale de fuzz)
- Uni-Vibe
- Roto-Vibe
- Médiators Tortex